# Гострий біль
«Гострий біль» — короткометражний документальний фільм режисера Валерія Пузіка.
Фільм був знятий у 2017 році лабораторії MyStreetFilms-Рубіж. Зйомки стрічки відбулись у березні 2017 року в зоні АТО, а саме в Карлівці та Авдіївці.
Творчий наставник проекту — Остап Костюк.
В центрі історії волонтер-стоматолог, який їде в зону бойових дій лікувати бійцям ЗСУ та добровольцям зуби.
«Його герой — це приклад того, як можна проявляти свою громадянську позицію не в мілітарний спосіб, а просто роблячи те, що вмієш. Це дуже легка й життєствердна історія», — Остап Костюк.
По своїй суті це фільм-метафора.
Синопсис: У Толіка була мрія: він хотів бути перевертачем пінґвінів. З Антарктидою не склалось. Його мрія збулась в зоні АТО. Але кіно не про це. Фільм про зуби.
Вперше стрічка була продемонстрована на фестивалі 86 у Славутичі.
«Гострий біль» був відзначений на фестивалі «Відкрита ніч. Дубль 20». Отримав приз за «Найкращий неігровий фільм» та Спеціальний приз фестивалю «За пошук героя» у 2017 році.
Фільм увійшов до кіноальманаху «MyStreetFilms-Рубіж» про життя на Сході України і вийшов в обмежений кінопрокат України. Зокрема, альманах демонстрували на сходу України: Краматорськ, Слов'янськ, Маріуполь, Мар'янка та інших містах.
Фестивальна кар'єра фільму: Фестиваль кіно та урбаністики 86, Славутич — 2017;
Відкрита ніч. Дубль 20, Київ — 2017;
Мандрівний фестиваль документального кіно просто неба LAMPA.DOC — 2017;
Конкурс національної програми документального кіно СУК, Гогольфест — 2017;
Міжнародний кінофестиваль у Коттбусі, Німеччина — 2017;
та інші